# Charles Akonnor
Charles Kwablan Akonnor (* 12. März 1974 in Accra) ist ein ehemaliger ghanaischer Fußballspieler und derzeitiger -trainer, der auch die deutsche Staatsangehörigkeit besitzt. Er war Trainer der ghanaischen Nationalmannschaft.

## Spielerkarriere

### Verein
Akonnor kam 1992 aus Ghana nach Deutschland. Er spielte sechs Jahre beim SC Fortuna Köln und wechselte 1998 zum VfL Wolfsburg. Dort entwickelte er sich im Laufe der Zeit zu einem Leistungsträger und war in der Saison 2001/02 Kapitän der Mannschaft. Er zog sich immer wieder Verletzungen zu und wurde Anfang 2003 am Knie operiert. Anschließend schaffte er nicht mehr den Sprung in die Mannschaft und wechselte Anfang 2004 zur SpVgg Unterhaching. 2005 wechselte er zum AC Horsens nach Dänemark. 
Akonnor spielte in Wolfsburg im offensiven Mittelfeld als Regisseur und in der letzten Saison mehr als Zuarbeiter für Stefan Effenberg. In den anderthalb Jahren in Unterhaching spielte er auf der linken Außenbahn und sorgte mit seinen präzisen Flanken für Gefahr im gegnerischen Strafraum. 
Der Linksfuß spielte die Saison 2008/09 beim SC Langenhagen in der Oberliga Niedersachsen. 

### Nationalmannschaft
Akonnor nahm 1993 an der U-20-Weltmeisterschaft teil und bestritt 4 Spiele (1 Tor). Die Mannschaft unterlag im Finale Brasilien mit 1:2. Beim olympischen Fußballturnier 1996 kam Ghana mit Akonnor bis ins Viertelfinale, wo sie erneut Brasilien mit 2:4 unterlagen. Hier bestritt er 3 Spiele (1 Tor).
13 Spiele bestritt Akonnor in der WM-Qualifikation für 1994, 1998 und 2002. Dabei erzielte er 2 Tore. 1994, 1996, 1998 und 2000 nahm Akonnor an vier Auflagen der Fußball-Afrikameisterschaft teil. Allerdings kamen sie nie über einen 4. Platz (1996) hinaus. Auch war Akonnor Kapitän der „Black Stars“.

## Trainerkarriere
Anfang 2009 übernahm er den Trainerposten beim ghanaischen Erstligisten Sekondi Eleven Wise FC, wurde dort allerdings im Januar 2010 entlassen und wurde durch Hans-Dieter Schmidt ersetzt. Er übernahm den vakanten Posten des Sportdirektors. Am 22. März 2012 wurde Akonnor als neuer Trainer beim Ghana-Premier-League-Verein Hearts of Oak vorgestellt und ersetzte den Serben Nebojša Vučićević. Seine Trainertätigkeit dort beendete er am 1. November 2012
Von Januar 2020 bis September 2021 war Akonnor Trainer der ghanaischen Nationalmannschaft.

## Privates
Sein Sohn Jesaja Herrmann ist auch Profifußballer.